# Indywidualne Mistrzostwa Świata w Long Tracku 1974
Indywidualne Mistrzostwa Świata na długim torze 1974 – zawody żużlowe, mające na celu wyłonienie medalistów indywidualnych mistrzostw świata na długim torze w sezonie 1974. W finale zwyciężył, po raz pierwszy w karierze, Niemiec Egon Müller.

## Terminarz
- 1. runda kwalifikacyjna – Gornja Radgona, 12 maja 1974
- 2. runda kwalifikacyjna – Vilshofen an der Donau, 12 maja 1974
- 3. runda kwalifikacyjna – Aalborg, 19 maja 1974
- 4. runda kwalifikacyjna – Pfarrkirchen, 26 maja 1974
- 1. półfinał – Mühldorf am Inn
- 2. półfinał – Mariańskie Łaźnie
- finał – Scheeßel, 8 września 1974

## Finał
- Scheeßel, 8 września 1974

| Msc. | Zawodnik                | Kraj            | Pkt |             |  |
| ---- | ----------------------- | --------------- | --- | ----------- |  |
| 1    | Egon Müller             | RFN             | 30  | (6,6,6,6,6) |  |
| 2    | Ivan Mauger             | Nowa Zelandia   | 26  | (4,6,6,6,4) |  |
| 3    | Alois Wiesböck          | RFN             | 21  | (6,6,4,4,1) |  |
| 4    | Anders Michanek         | Szwecja         | 15  | (3,2,4,3,3) |  |
| 5    | Josef Angermüller       | RFN             | 13  | (3,4,2,2,2) |  |
| 6    | Don Godden              | Wielka Brytania | 13  | (6,3,4,0,0) |  |
| 7    | Peter Collins           | Wielka Brytania | 11  | (1,3,3,4)   |  |
| 8    | Jon Ødegaard            | Norwegia        | 11  | (4,4,1,2)   |  |
| 9    | Manfred Poschenreider   | RFN             | 10  | (3,4,2,1)   |  |
| 10   | Preben Bollerup         | Dania           | 9   | (4,3,2,0)   |  |
| 11   | Jiří Štancl             | Czechosłowacja  | 9   | (2,1,3,3)   |  |
| 12   | Christoph Betzl         | RFN             | 8   | (w,1,6,1)   |  |
| 13   | Preben Rosenkilde       | Dania           | 5   | (2,2,1)     |  |
| 14   | Milan Špinka            | Czechosłowacja  | 4   | (1,0,3)     |  |
| 15   | Hans Zierk              | RFN             | 3   | (2,–,1)     |  |
| 16   | Stanislav Kubíček       | Czechosłowacja  | 2   | (0,2,0)     |  |
| 17   | rez. Cord Heinrich Hoft | RFN             | 0   | (–,1,0)     |  |
| 18   | Edgar Stangeland        | Norwegia        | 0   | (0,0,–)     |  |
| 19   | rez. Bernd Broker       | RFN             | 0   | (–,–,0)     |  |
| 20   | Gottfried Schwartze     | RFN             | 0   | (u,–,–)     |  |

## Bieg po biegu
1. Godden, Bollerup, Angermüller, Štancl, Schwarze (u), Betzl (w)
2. Wiesböck, Ødegaard, Poschenrieder, Rosenkilde, Collins, Stangeland
3. Müller, Mauger, Michanek, Zierk, Špinka, Kubíček
4. Mauger, Poschenrieder, Godden, Rosenkilde, Hoft
5. Wiesböck, Angermüller, Collins, Michanek, Betzl, Špinka
6. Müller, Ødegaard, Bollerup, Kubíček, Štancl, Stangeland
7. Mauger, Godden, Collins, Angermüller, Ødegaard, Kubíček
8. Betzl, Michanek, Štancl, Poschenrieder, Zierk, Hoft
9. Müller, Wiesböck, Špinka, Bollerup, Rosenkilde, Broker
10. Półfinał #1: Müller, Wiesböck, Michanek, Angermüller, Betzl, Bollerup
11. Półfinał #2: Mauger, Collins, Štancl, Ødegaard, Poschenrieder, Godden
12. Finał: Müller, Mauger, Michanek, Angermüller, Wiesböck, Godden

Uwagi:
- do  półfinałów zakwalifikowało się 12 zawodników z największą liczbą punktów po części zasadniczej
- w finale wystąpiło 6 zawodników z największą liczbą punktów po części zasadniczej i półfinałach: Müller (24), Mauger (22), Wiesböck (20), Godden (13), Michanek (12), Angermüller (11)